# 대한승강기협회
대한승강기협회(Korea Lift Association, 大韓昇降機協會)는 사단법인 대한승강기협회는「승강기산업 진흥법」제 15조에 의거하여 우리나라 승강기산업의 건전한 발전과 승강기사업자의 공동의 이익을 위해 설립된 명실상부한 승강기산업 대표 단체입니다.

## 주요 사업
- 분동운반업무
- 법정 교육
- 온라인 장터
- 한국국제승강기엑스포
- 승강기 모델인증 컨설팅

## 조직
협회장과 부회장단, 이사회, 사무국(경영기획실, 산업정책실, 사업관리실) 등이 있다.

## 역대 회장
- 출범일: 2020년 11월 19일
- 회장: 조재천

| 순서 | 취임일           | 이름   |
| ---- | ---------------- | ------ |
| 1    | 2020년 11월 23일 | 류희인 |
| 2    | 2022년 11월 24일 | 조재천 |

## 캐릭터 & CI소개
- 엘리베이터: 승이, 에스컬레이터: 강이